# خوزمی کاستانیدا
خوزمی کاستانیدا (انگلیسی: Josemi Castañeda؛ زادهٔ ۲۶ فوریهٔ ۱۹۹۸) بازیکن فوتبال است.